# Marea Ducesă Kira Kirillovna a Rusiei
Marea Ducesă Kira Kirillovna a Rusiei (9 mai 1909 – 8 septembrie 1967) a fost a doua fiică a Marelui Duce Kiril Vladimirovici al Rusiei și a Prințeseia Victoria Melita de Saxa-Coburg și Gotha. S-a căsătorit cu Prințul Louis Ferdinand al Prusiei.

## Revoluția rusă

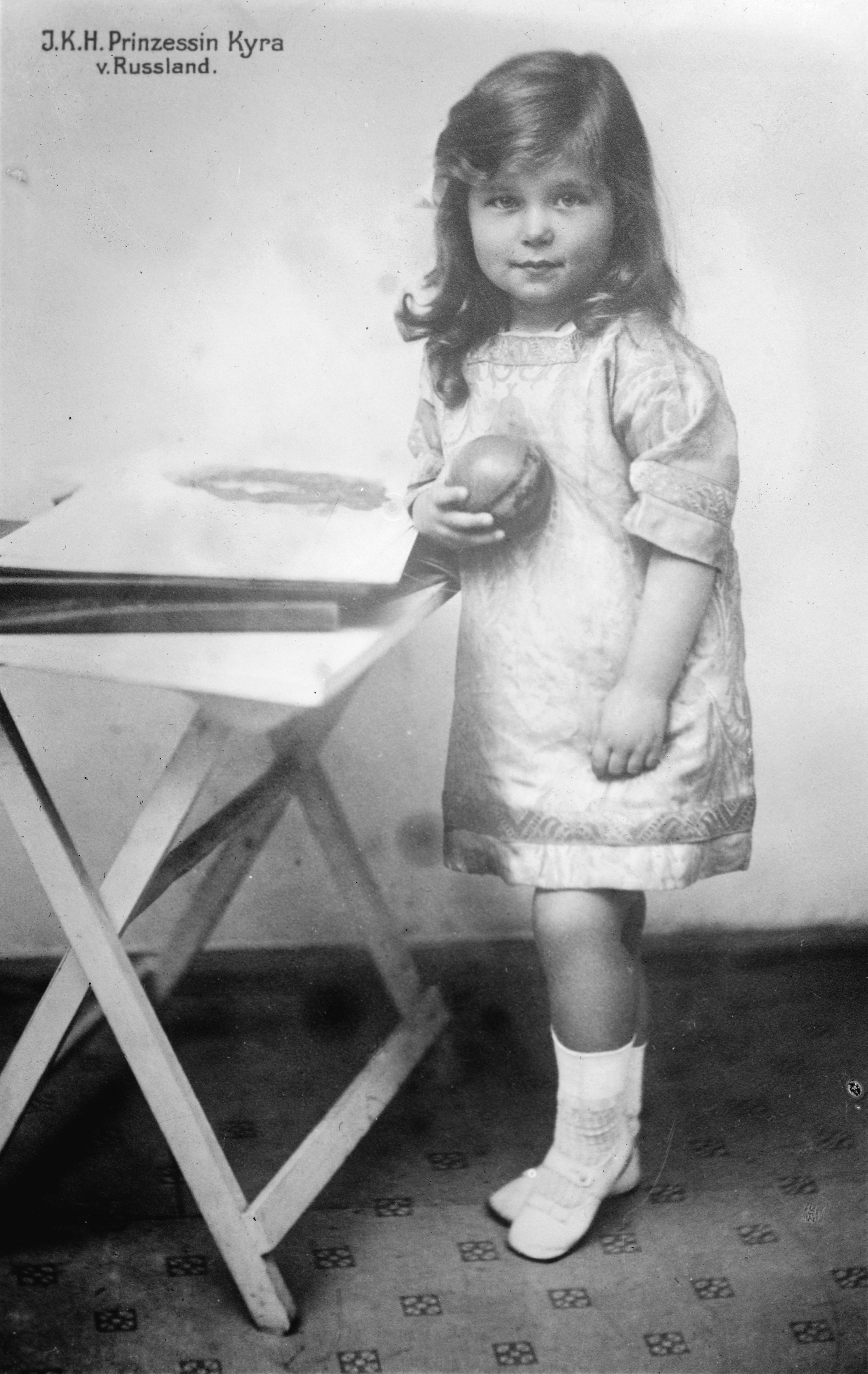
Prințesa Kira a Rusiei, ca. 1912.

Kira, numită după tatăl ei, s-a născut la Paris unde părinții ei au fost exilați din cauza căsătoriei lor care nu a fost aprobată de țarul Nicolae al II-lea al Rusiei. Bunica maternă a Victoriei și bunicul patern al lui Kiril au fost frați iar Biserica Ortodoxă Rusă interzice căsătoria între verișori primari. De asemenea, Victoria divorțase de primul ei soț, Ernest Louis, Mare Duce de Hesse, care era frate cu țarina Alexandra. În cele din urmă, părinților ei li s-a permis să se întoarcă în Rusia.
În urma Revoluției ruse din 1917, familia a plecat în Finlanda. Kira, care avea opt ani la acea vreme, își amintește că familiei i s-a permis să părăsească Rusia de către Guvernul Provizoriu al Rusiei. A fost pentru prima dată când au mers cu un tren public. În Finlanda, mama ei în vârstă de 40 de ani a născut un fiu, Vladimir. Familia a așteptat în Finlanda timp de mai mult de un an, sperând ca rușii albi să-i învingă pe bolșevivi iar ei să se poată întoarce în Rusia.
"Cât aș vrea să te pot vedea" scria Kira în vârstă de 9 ani mătușii sale, regina Maria a României, în mai 1918. "Aici este destul de frig, deși ar fi trebuit să fie vară. Boy (copilul Vladimir) este atât de dulce. Atunci când îi este foame și Nana îi pregătește masa de prânz, pur și simplu îi curg lacrimile pe obraji de foame." Kira a vorbit de colectarea ciupercilor din pădure, că merg la filme vineri, de lecții, dar, de asemenea, a menționat că nu mai aveau zahăr. Mama ei a scris rudelor ei din alte țări cerând mâncare pentru bebeluși pentru a-i da copilului Vladimir.

## Exilul
În cele din urmă familia a părăsit Finlanda mutându-se întâi la Coburg apoi la Saint-Briac în Franța. Kira s-a născut cu titlul Prințesa Kira Kirillovna a Rusiei însă tatăl ei i-a acordat titlul de "Mare Ducesă" atunci când el s-a autodeclarat Protector al Tronului în 1924. Blondă, cu ochi albaștri, Kira era simplă și plină de viață, și chiar cu temperament. Era inteligentă, curioasă și interesată de artă ca și mama ei, cu care a lucrat într-un studiou de artă la Saint-Briac.

## Căsătorie și copii

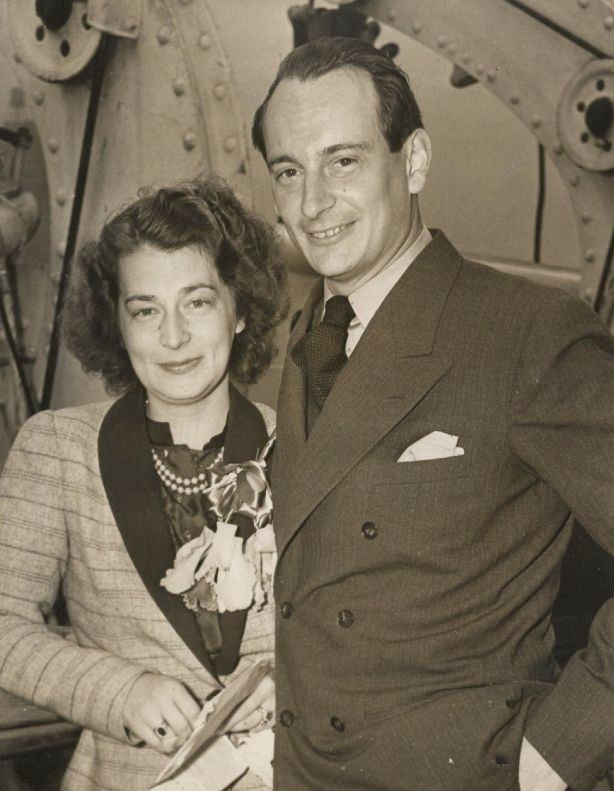
Marea Ducesă Kira și soțul ei Prințul Louis Ferdinand.

Kira își vizita frecvent verișorii de la alte curți regale sau participa la curse de cai în Marea Britanie. Kira a avut unele dificultăți în a-și găsi un soț potrivit.

A fost interesată de prințul hemofil, Alfonso al Spaniei, Prinț de Asturia, fiul lui Alfonso al XIII-lea al Spaniei însă a fost dezamăgită când prințul a arătat un interes mai mare unei dintre fiicele Prințului Nicolae al Greciei. Mai târziu a fost atrasă de Prințul Constantin "Teddy" Șuțu, un aristocrat român. Vărul ei primar, Carol al II-lea al României, a refuzat să permită căsătoria din motive politice.
În cele din urmă, Kira s-a căsătorit cu Prințul Louis Ferdinand al Prusiei în 1938. Cuplul a avut șapte copii (patru fii și trei fiice):
1. Friedrich Wilhelm (n. 10 februarie 1939)
2. Mihail (n. 22 martie 1940)
3. Marie Cécile (n. 28 mai 1942)
4. Kira (27 iunie 1943 – 10 ianuarie 2004)
5. Louis Ferdinand (25 august 1944 – 11 iulie 1977)
6. Christian-Sigismund (n. 14 martie 1946)
7. Xenia (9 decembrie 1949 – 18 ianuarie 1992).[6]

După Al Doilea Război Mondial, Kira a fost chemată să depună mărturie în cazul Anna Anderson, femeia care pretindea a fi Marea Ducesă Anastasia Nicolaevna a Rusiei. Kira a întâlnit-o scurt timp în 1952 la insistențele soacrei sale, Ducesa Cecilie de Mecklenburg-Schwerin, care credea în pretenția femeii. Kira nu a fost convinsă. Ea a găsit-o pe Anderson "respingătoare" și nu "o doamnă" și incapabilă să vorbească limba engleză culturală pe care o folosea familia ei. Kira avea șapte ani când a văzut-o ultima dată pe Anastasia. Unchiul Kirei, Marele Duce Andrei Vladimirovici al Rusiei era convins că Anderson era Anastasia însă părinții Kirei nu erau convinși de pretenția lui Anderson.
În ultimii ani, Kira a fost dezamăgită când fiul ei cel mare, Friedrich Wilhelm, a renunțat la drepturile sale asupra titlului și s-a căsătorit cu o femeie obișnuită. A fost neglijentă cu sănătatea ei, s-a îngrășat punând presiune pe sânge după vârsta de 50 de ani. În septembrie 1967 când se afla în vizită la fratele ei Vladimir Kirillovici la Saint-Briac a făcut atac de cord și a murit curând.